# Tricofil
Tricofil était une usine située à Saint-Jérôme, dans la région administrative des Laurentides. 
Elle a été le lieu de la plus grande expérience d’autogestion au Québec, l’usine ayant fonctionné sous ce modèle de 1974 à 1982,,. L’usine était localisée sur la rue Castonguay et délimitée à l’ouest par la rue Laviolette et par l’est par la rivière du Nord.

## Histoire
La ville de Saint-Jérôme était, pendant la première partie du XXe siècle, une ville ouvrière et prospère. Des quartiers ouvriers ont vu le jour autour des nombreuses usines, généralement situées en bordure de la rivière du Nord, d’où le développement de quartiers ouvriers à Saint-Jérôme, comme ceux de Sainte-Paule, de Sainte-Marcelle, puis de Saint-Lucien. C'est en 1916 que l'usine de la Regent Knitting a ouvert ses portes. Le syndicat des ouvriers de la Regent était réputé pour être l’un des plus militants au Québec, avec un total de sept grèves entre 1939 et 1974, ainsi que l’occupation de l’usine en 1972.
Avec le déclin du milieu industriel jérômien dans les années 1960 dû au manque d'investissements des entreprises pour mettre à jour ses équipements, ainsi qu'à l'émergence du mouvement syndical québécois, il y a eu de nombreux conflits entre la direction de la Regent et le syndicat des ouvriers, notamment en 1966. Quelques années plus tard, en 1972, elle a fermé ses portes. 
À la suite de la fermeture de l’usine de textiles Regent Knitting en 1972, située aux abords de la rivière du nord, sur la rue Castonguay, au cœur de Saint-Jérôme, des ouvriers se sont regroupés pour rouvrir l’usine. Ils étaient soutenus notamment par le chanoine Jacques Grand'Maison, Lise Payette, puis le syndicat FTQ. 
L’usine a fermé ses portes face à la crise de l’industrie du textile en 1982, sous recommandation du conseil d’administration. Le bâtiment a été démoli en 1983.